# Макото Ніномія
Ніномія Макото (яп. 二宮 真琴) — японська тенісистка, що спеціалізується в основному на парній грі.

## Фінали турнірів Великого шолома

### Парний розряд: 1 (1 очікується)
| Результат | Рік  | Турнір      | Поверхня | Партнерка   | Супротивниці                          | Рахунок  |
| --------- | ---- | ----------- | -------- | ----------- | ------------------------------------- | -------- |
| Поразка   | 2018 | French Open | Ґрунт    | Ходзумі Ері | Барбора Крейчикова Катержина Сінякова | 3-6, 3-6 |

## Фінали турнірів WTA

### Парний розряд: 19 (9 титулів, 10 поразок)
| Легенда                      |
| ---------------------------- |
| Турніри Великого шлему (0–1) |
| Турніри WTA 1000             |
| Турніри WTA 500 (1–0)        |
| Турніри WTA 250 (8–9)        |

| Фінали за покриттям |
| ------------------- |
| Тверде (5–7)        |
| Трава (2–0)         |
| Ґрунт (2–3)         |
| Килим (0–0)         |

| Результат | В-П  | Дата     | Турнір                                         | Категорія     | Покриття   | Партнер         | Опоненти                                   | Рахунок              |
| --------- | ---- | -------- | ---------------------------------------------- | ------------- | ---------- | --------------- | ------------------------------------------ | -------------------- |
| Поразка   | 0–1  | Сер 2016 | Jiangxi International Women's Tennis Open, КНР | International | Тверде     | Сюко Аояма      | Лян Чень Лу Цзінцзін                       | 6–3, 6–7(2), [11–13] |
| Перемога  | 1–1  | Вер 2016 | Japan Women's Open, Японія                     | International | Тверде     | Аояма Сюко      | Джоселін Рей Анна Сміт                     | 6–3, 6–3             |
| Поразка   | 1–2  | Бер 2017 | BMW Malaysian Open, Малайзія                   | International | Тверде     | Ніколь Меліхар  | Ешлі Барті Кейсі Деллаква                  | 6–7(5), 3–6          |
| Поразка   | 1–3  | Січ 2018 | Hobart International, Австралія                | International | Тверде     | Людмила Кіченок | Елісе Мертенс Демі Схюрс                   | 2–6, 2–6             |
| Поразка   | 1–4  | Чер 2018 | Відкритий чемпіонат Франції з тенісу, Франція  | Grand Slam    | Ґрунт      | Ері Ходзумі     | Барбора Крейчикова Катержина Сінякова      | 3–6, 3–6             |
| Поразка   | 1–5  | Вер 2018 | Японія Women's Open                            | International | Тверде     | Като Мію        | Ходзумі Ері Чжан Шуай                      | 2–6, 4–6             |
| Перемога  | 2–5  | Вер 2018 | Toray Pan Pacific Open, Японія                 | Premier       | Тверде (i) | Мію Като        | Андреа Сестіні Главачкова Барбора Стрицова | 6–4, 6–4             |
| Поразка   | 2–6  | Кві 2021 | Istanbul Cup, Туреччина                        | WTA 250       | Ґрунт      | Хібіно Нао      | Вероніка Кудерметова Елісе Мертенс         | 1–6, 1–6             |
| Поразка   | 2–7  | Тра 2021 | Internationaux de Strasbourg, Франція          | WTA 250       | Ґрунт      | Ян Чжаосюань    | Алекса Гуарачі Дезіре Кравчик              | 2–6, 3–6             |
| Перемога  | 3–7  | Чер 2021 | Nottingham Open, Велика Британія               | WTA 250       | Трава      | Людмила Кіченок | Керолайн Долегайд Сторм Гантер             | 6–4, 6–7(3), [10–8]  |
| Поразка   | 3–8  | Сер 2021 | Chicago Open, США                              | WTA 250       | Тверде     | Людмила Кіченок | Надія Кіченок Ралука Олару                 | 6–7(6), 7–5, [8–10]  |
| Перемога  | 4–8  | Січ 2022 | Adelaide International, Австралія              | WTA 250       | Тверде     | Ходзумі Ері     | Тереза Мартінцова Маркета Вондроушова      | 1–6, 7–6(4), [10–7]  |
| Перемога  | 5–8  | Тра 2022 | Гран-прі принцеси Лалли Мер'єм, Марокко        | WTA 250       | Ґрунт      | Ходзумі Ері     | Моніка Нікулеску Олександра Панова         | 6–7(7), 6–3, [10–8]  |
| Перемога  | 6–8  | Чер 2022 | Bad Homburg Open, Німеччина                    | WTA 250       | Трава      | Ходзумі Ері     | Аліція Росольська Ерін Рутліфф             | 6–4, 6–7(5), [10–5]  |
| Поразка   | 6–9  | Вер 2023 | Guangzhou International Women's Open, КНР      | WTA 250       | Тверде     | Ходзумі Ері     | Ґо Ханю Цзян Сіньюй                        | 3–6, 6–7(4)          |
| Поразка   | 6–10 | Жов 2023 | Jiangxi Open, КНР                              | WTA 250       | Тверде     | Ходзумі Ері     | Лаура Зігемунд Віра Звонарьова             | 4–6, 2–6             |
| Перемога  | 7–10 | Жов 2024 | Hong Kong Tennis Open, КНР SAR                 | WTA 250       | Тверде     | Ульрікке Ейкері | Сюко Аояма Ходзумі Ері                     | 6–4, 4–6, [11–9]     |
| Перемога  | 8–10 | Лип 2025 | Hamburg European Open, Німеччина               | WTA 250       | Ґрунт      | Надія Кіченок   | Анна Бондар Аранча Рус                     | 6–4, 3–6, [11–9]     |
| Перемога  | –    | Лип 2025 | WTA Prague Open, Чехія                         | WTA 250       | Тверде     | Надія Кіченок   | Lucie Havlíčková Лаура Самсон              | 1–6, 6–4, [10–7]     |

## Виноски
1. ↑  Player Profile // WTA website
2. 1 2  http://www.jta-tennis.or.jp/player/tabid/198/pdid/55/Default.aspx